# Кассій Лонгін (філософ)
Ка́ссій Лонгі́н (лат. Cassius Longinus; 210/213 — 273) — грецький філолог, філософ та ритор.

## Біографія
Достеменно місце народження Лонгіна невідоме. Ймовірно, він був уродженецем Хомса у Сирії. За іншою версією, Лонгін народився в Афінах. Так, візантійський енциклопедичний словник Суда стверджує, що дядько Лонгіна по материнській лінії Фронтон викладав риторику в Афінах.
Лонгін багато подорожував та під час мандрівок познайомився з великою кількістю різних філософів. В Александрії, ймовірно, Лонгін вчився у Аммонія Саккаса і Оригена-Язичника. Також він вивчав філософію в Афінах. Пізніше він сам почав викладати філософію та риторику в Афінах, де одним з його учнів був неоплатонік Порфирій. Попри те, що згодом Порфирій, через розбіжності у філософських поглядах, відійшов від Лонгіна та почав навчатися у Плотіна, вони залишилися друзями.
Під час однієї з подорожей познайомився з правителькою Пальмірського царства Зенобією, на запрошення якої у 267 або 268 році приїхав до Пальміри, де навчав Зенобію філософії та грецької мови. Ставши також її радником у державних справах, Лонгін заохочував Зенобію у її прагненні до політичної автономії Пальміри від Римської імперії. Допоміг Зенобії написати римському імператору Авреліану лист провокаційного змісту.
Коли у 273 році боротьба з Римом завершилася поразкою Пальміри, імператор Авреліан полонив Зенобію, а Лонгіна стратив разом з іншими радниками цариці.

## Наукова діяльність
Був настільки освіченою та широко обізнаною людиною, що давньоримський історик Євнапій називав його «живою бібліотекою» та «ходячим музеєм».
Плотін говорив про Лонгіна: «Філолог, але аж ніяк не філософ».
Більше схилявся до класичного платонізму, ніж до неоплатонізму.
Автор багатьох праць з літератури, риторики, філософії. Більшість з них, у тому числі «Гомерівські розшуки», «Гомерівські питання і відповіді», «Про Гомера як філософа» і «Філологічні розмірковування» (у 21 книзі) до нашого часу не дійшли, але фрагментарно збереглися його твори «Про головну мету» та «Мистецтво риторики».
Лонгіну також помилково приписували авторство трактату «Про піднесене». Пізніше невідомого автора цієї праці стали називати Псевдо-Лонгіном. Оскільки цей трактат було підписано «Діонісій або Лонгін», побутувало припущення, що справжнє ім'я Лонгіна було Діонісій Кассій Лонгін.